# Plumbuita, Călărași
Plumbuita este un sat în comuna Tămădău Mare din județul Călărași, Muntenia, România.